# The Forbidden City
The Forbidden City é um filme mudo de drama romântico produzido nos Estados Unidos, dirigido por Sidney Franklin e lançado em 1918.